# Chris Veelo
Christiaan (Chris) Veelo (Amsterdam, 25 januari 1906 – Den Haag, 20 oktober 1982) was een Nederlands pianist.
Hij was zoon van Anna Cornelia Doppenberg en koopman Pieter Johannes Veelo. Hijzelf was getrouwd met Nel Tuyter.  De zoon Lex Veelo werd musicus; zoon Jan Veelo acteur. Dochter Ariane Veelo was pianiste; haar dochters Mirjam Karres en Sandra Karres zijn musiciennes.
Hij kreeg zijn piano-opleiding aan het Haags Conservatorium. Pianodocent was Hugo van Dalen; Veelo studeerde er ook cello. Hij mocht met een staatsstipendium verder piano stureden bij Paul de Conne in Wenen. Daarop ontwikkelde hij zich tot zowel recital- en concertpianist als begeleider. Zo speelde hij bijvoorbeeld met het Residentie Orkest (in 1979 was hij er tweede dirigent in een werk van Diderik Wagenaar) en het Utrechts Symfonie Orkest en was soloreptitor bij de Nederlandse Opera. Hij was in die jaren regelmatig op de radio te horen met een van de omroeporkesten.
Daarnaast deed hij ook pedagogisch werk; hij was ook weer repetitor bij de operaklas van Lothar Wallerstein bij genoemd conservatorium. Hij gaf voorts privéles in Den Haag, was docent aan de Muziekschool in Dordrecht en gaf zomercursussen aan het Mozarteum in Salzburg. Hij was pedagoog tot vlak voor zijn dood. Onder zijn leerlingen bevinden zich componist Simon Burgers en Elisabeth Nijenhuis. Ook kleindochter Sandra Karres was leerlinge van hem.
Tijdens de Tweede Wereldoorlog was hij tussen 1942 en 1944 tewerkgesteld bij danseres Ilse Meudtner. 

## Nel Tuyter
Johanna Petronella Adriana Hendrika Tuyter, geboren in 1909, was sopraan/alt en ook opgeleid aan het Haags Conservatorium. Zij is de componist achter Een liedje van verlangen voor het Haagsch Crisicomité (1934). 